# Teodor Naumienko

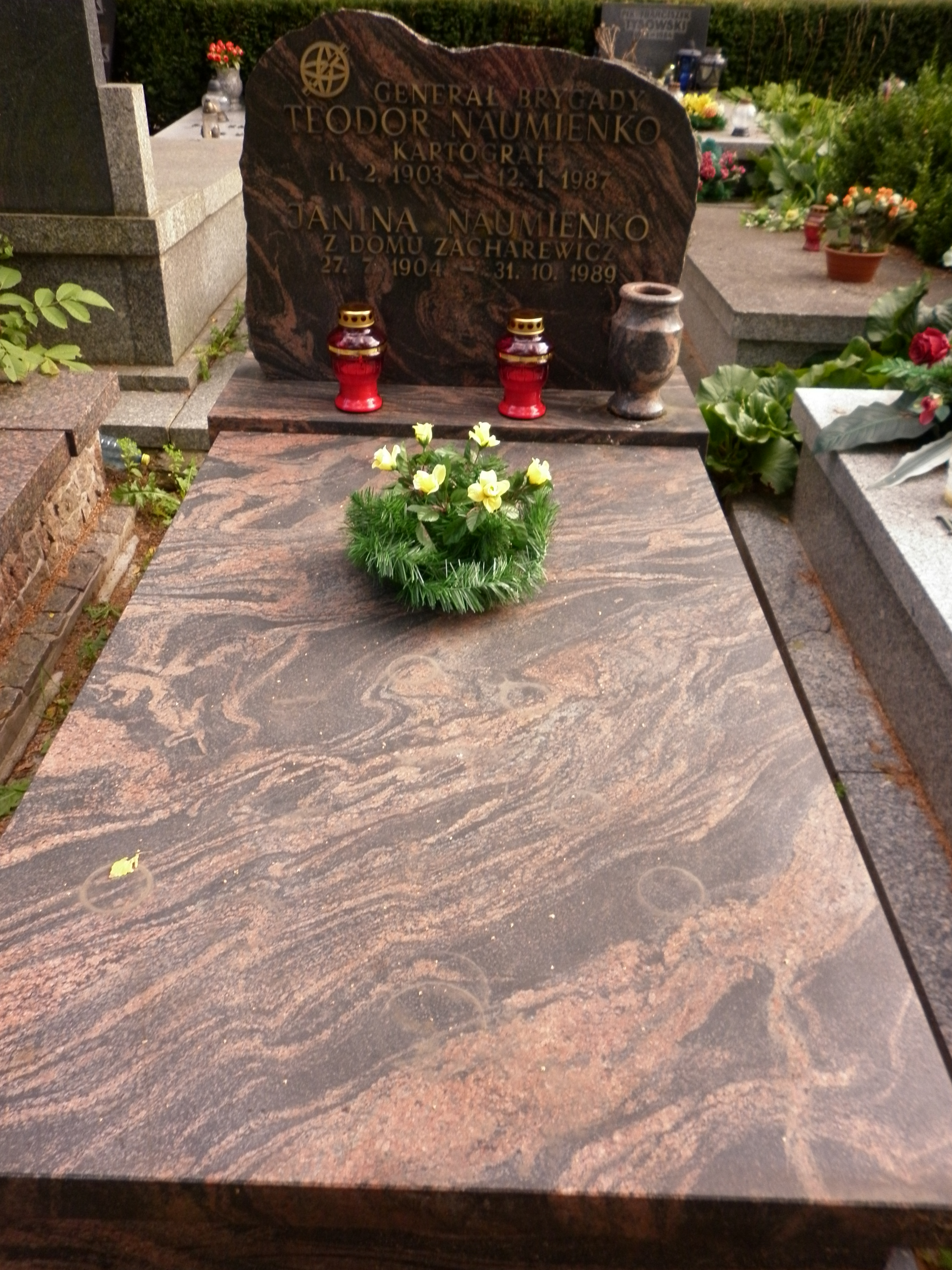
Grób Teodora Naumienki na cmentarzu Wojskowym na Powązkach w Warszawie

Teodor Naumienko, ps. Karol (ur. 11 lutego 1903 w Warszawie, zm. 12 stycznia 1987 tamże) – generał brygady LWP.

## Życiorys
W listopadzie 1918 wstąpił ochotniczo do nowo powstałego Wojska Polskiego i został saperem 1 pułku inżynieryjnego w Warszawie (od lutego 1919: w Białej Podlaskiej). Od końca lipca do grudnia 1920 był saperem kompanii narzędziowej 16 Dywizji Piechoty. Po demobilizacji skończył warszawskie gimnazjum, jednak bez matury. W latach 1927–1929 pracował w Wilnie jako rysownik i pomocnik techniczny w oddziale pomiarowym Dyrekcji Dróg Wodnych, następnie ponownie w Warszawie jako kartograf w Wojskowym Instytucie Geograficznym. Od 1934 do 1935 działał w Związku Pracowników Administracji Wojskowej, 1936–1937 w Stowarzyszeniu Urzędników Państwowych, a 1938–1939 w Stowarzyszeniu Pracowników Urzędów Przemysłu Państwowego. W 1938 zdał eksternistycznie maturę i podjął studia na Politechnice Warszawskiej.
Po agresji Niemiec na Polskę został zmobilizowany do WP, ale pozostał w grupie ewakuacyjnej i 5 września 1939 opuścił wraz z nią Warszawę. 18 września został ranny pod Lwowem. W październiku 1939 wrócił do Warszawy, gdzie został szklarzem. W 1940 związał się z organizacjami lewicowymi, a 1941 wstąpił do OMS „Życie”. W styczniu 1942 wstąpił do PPR, a w marcu 1942 do GL, przyjmując pseudonim „Karol”. Jego miejsce było zebraniem konspiracyjnych zebrań. W związku z wyznaczonym przez Bolesława Mołojca zadaniem zdobycia map dla oddziałów partyzanckich założył nielegalny zakład kartograficzny kopiujący mapy wojskowe i dokumenty. Od stycznia 1944 porucznik AL. Od maja 1944 w Małkini. 1 lipca 1944 mianowany dowódcą Okręgu AL Warszawa-Prawa Podmiejska.
15 sierpnia 1944 wstąpił do WP jako podpułkownik i został szefem Oddziału Topograficznego Sztabu Głównego Naczelnego Dowództwa WP. Od 2 lipca 1945 szef Wojskowego Instytutu Geograficznego. Od 15 października 1948 do 19 listopada 1954 więziony pod sfałszowanymi zarzutami. W lutym 1955 przeniesiony do rezerwy, pracował w Centralnym Urzędzie Geodezji i Kartografii do grudnia 1956, gdy przywrócono go do służby w WP i mianowano szefem Służby Topograficznej. W październiku 1958 awansowany na generała brygady. Do 1961 studiował w Akademii Sztabu Generalnego WP. Od 1968 w stanie spoczynku. Współautor Atlasu Świata Służby Topograficznej WP (1962–1968).
Zmarł w Warszawie. 22 stycznia 1987 został pochowany na cmentarzu Wojskowym na Powązkach (kwatera B4-7-9). W pogrzebie udział wzięli m.in.: szef Sztabu Generalnego WP, wiceminister obrony narodowej gen. broni Józef Użycki oraz wiceminister obrony narodowej gen. broni Antoni Jasiński. W imieniu kierownictwa MON oraz żołnierzy WP zmarłego pożegnał gen. bryg. Henryk Szumski.

## Ordery i odznaczenia
- Order Sztandaru Pracy II klasy (1959)
- Krzyż Komandorski Orderu Odrodzenia Polski (1964)
- Order Krzyża Grunwaldu III klasy (1945)
- Krzyż Oficerski Orderu Odrodzenia Polski (1945)
- Krzyż Kawalerski Orderu Odrodzenia Polski (1944)
- Złoty Krzyż Zasługi (1947)
- Srebrny Krzyż Zasługi
- Krzyż Partyzancki (1946)
- Medal za Warszawę 1939–1945 (17 stycznia 1946)[2]
- Medal za Odrę, Nysę, Bałtyk (1945)
- Medal „Za udział w walkach o Berlin” (1967)
- Medal Zwycięstwa i Wolności 1945
- Srebrny Medal „Siły Zbrojne w Służbie Ojczyzny” (1962)
- Brązowy Medal „Za zasługi dla obronności kraju” (1967)
- Złota odznaka honorowa „Za Zasługi dla Warszawy” (1965)[3]
- Medal za Wyzwolenia Warszawy (ZSRR)
- Medal za Zwycięstwo nad Niemcami w Wielkiej Wojnie Ojczyźnianej 1941–1945 (ZSRR)

## Życie prywatne
Mieszkał w Warszawie. Od 1930 był żonaty z Janiną Zacharewicz (1904−1989). Miał dwóch synów.